# Tadrart
Tadrart est une commune rurale de la préfecture d'Agadir Ida-Outanane, dans la région de Souss-Massa, au Maroc. Elle ne dispose pas de centre urbain mais son chef-lieu est un village du même nom.
Le village est un souk hebdomadaire qui se tient chaque samedi.

## Toponymie
Tadrart c'est le féminin du mot "adrar", qui signifie en langue tamazight la petite montagne, la montagnette.

## Géographie
Elle est bordée à l'ouest par la commune Aziar, au nord par la province d'Essaouira au niveau de la commune Aït Aïssi Ihahane et Ida Ou Kazzou dans le nord-ouest, à l'est par la commune Tiqqi, au sud par la commune (le caïdat) Imouzzer.
Tadrart englobe 39 petites villages listés ci-dessous dans l'ordre alphabétique :
AGUER SOUAK
AIT ABDELLAH
AIT BOUGHAMIR
AIT EL HAJMBARK OUBIHI
ANEFZA
ANZOUKA
ARGANE N'DIKHET
ASSIF EL HAD
BEN YAHYA
BOUGMA
CHATTAHA TIGDZINE
IGHALENE TIFRIT
IGNAREN
IGUI IFRI
IGUI IGMIDEN
IGUI N'TAMA
IGUI OUMAZZER
IGUI SSIL
IGUIR BOU HAMED
IMALOUA
IRS
ISKAL
IZMA
TACHAOUKCHT
TAFOUGAGHT
TAGADIRT
TALIZA
TAMZIZOUT
TANNRARTE
TARIKT
TAZARINE
TIGHIJOUT OUZOUR
TIGHIJOUTE
TIGOUMMA IBRAREN
TILGHAZI
TINSEFT
TIOUINE
TISGDAL
ZNTOU

## Historique
La création de la commune de Tadrart a lieu en 1992, dans le cadre d'un découpage territoriale qu'a connu le royaume. La commune se trouvait dans le caïdat d'Imouzzer, relevant du cercle d'Inezgane.

## Démographie
La commune a connu, de 2004 à 2014 (années des derniers recensements), une baisse de population, passant de 5 703 à 4 530 habitants,.
|      | Population totale | Ménages | Population urbaine | Population rurale | Étrangers |
| 1994 | 5 739             | 989     | 0                  | 5 739             | 0         |
| 2004 | 5 703             | 1 008   | 0                  | 5 703             | 0         |
| 2014 | 4 530             | 936     | 0                  | 4 530             | 0         |

## Administration et politique
La commune rurale de Tadrart est située au sein du caïdat d'Immouzer, lui-même situé au sein du cercle d'Agadir-Atlantique,.